# Jawor (Góry Hańczowskie)
Jawor – wzniesienie w Beskidzie Niskim, w obrębie Gór Hańczowskich, w głównym grzbiecie Karpat Zachodnich, stanowiącym tu Wielki Europejski Dział Wodny. Znajduje się w odległości około 3 km na południowy zachód od wsi Wysowa-Zdrój, w gminie Uście Gorlickie, powiecie gorlickim, województwie małopolskim. Grzbietem wododziałowym przez szczyt biegnie granica państwowa polsko-słowacka.
Góra Jawor jest uważana przez wyznawców prawosławia oraz przez grekokatolików za świętą, w związku z objawieniami maryjnymi, jakie miały tam miejsce w okresie międzywojennym. Na północnym stoku wzniesienia znajduje się greckokatolickie sanktuarium – drewniana cerkiew pod wezwaniem Opieki Matki Bożej, a także otoczone kultem źródełko. Planowana jest budowa cerkwi prawosławnej w sąsiedztwie greckokatolickiego sanktuarium (aktualnie nabożeństwa prawosławne celebrowane są przy ołtarzu polowym).